# Genista oxycedrina
Genista oxycedrina là một loài thực vật có hoa trong họ Đậu. Loài này được Pomel miêu tả khoa học đầu tiên.